# Isla Arica
Isla Arica är en ö i Chile.   Den ligger i regionen Región de Magallanes y de la Antártica Chilena, i den södra delen av landet, 2 100 km söder om huvudstaden Santiago de Chile.
Trakten runt Isla Arica är permanent täckt av is och snö. Trakten runt Isla Arica är nära nog obefolkad, med mindre än två invånare per kvadratkilometer.